# Umberto Zanotti Bianco
Umberto Zanotti Bianco (* 22. Januar 1889 in Chania; † 28. August 1963 in Rom) war ein italienischer Klassischer Archäologe und Philanthrop.

## Leben
Er wurde auf Kreta als Sohn eines Diplomaten aus dem Piemont und einer englischen Mutter geboren. Er besuchte eine kirchliche Schule in Moncalieri und entschloss sich nach Kontaktaufnahme mit dem Schriftsteller Antonio Fogazzaro, den Bewohnern von Süditalien nach dem Erdbeben von Messina 1908 zu Hilfe zu kommen. Infolgedessen gehörte er 1910 zu den Gründungsmitgliedern der Associazione Nazionale per gli Interessi del Mezzogiorno d'Italia (ANIMI). In Messina befreundete er sich mit Gaetano Salvemini und absolvierte ein Jurastudium an der Universität Turin. 1920 gründete er mit Paolo Orsi, den er 1911 kennengelernt hatte, die Società Magna Grecia, und führte mit ihm Ausgrabungen in Sant’Angelo Muxaro durch, sowie außerdem in Cirò Marina und in der Ebene von Sybaris. 
Nach dem Ersten Weltkrieg, in dem er als Freiwilliger ausgezeichnet worden war, begegnete er auf Capri Flüchtlingen aus Osteuropa und Russland, darunter Maxim Gorki. 1925 unterzeichnete er ein antifaschistisches Manifest von Benedetto Croce. Wegen seiner Opposition zu Mussolini wurde er unter polizeiliche Bewachung gestellt. 1926 konnte er Italien verlassen und gelangte nach Palästina, Ägypten und Transjordanien, wo er zahlreiche Ausgrabungen durchführte. Im Zweiten Weltkrieg wurde er 1941 von den faschistischen Behörden verhaftet und gemeinsam mit der Archäologin Paola Zancani Montuoro, mit der er ein Heraion an der Quelle des Sele entdeckt hatte, gefangen gehalten.
Von 1944 bis 1949 war er Präsident des Italienischen Roten Kreuzes (Croce Rossa Italiana C.R.I.). 1950 war er einer der ersten Träger des Antonio-Feltrinelli-Preises. 1952 wurde Zanotti Bianco von Luigi Einaudi zum Senator auf Lebenszeit ernannt. Seit 1947 war er korrespondierendes Mitglied der Accademia dei Lincei. 1951 wurde er Präsident der ANIMI. Mit Antonio Cederna gehörte er 1955 zu den Gründern der italienischen Denkmal- und Umweltschutzorganisation Italia Nostra, deren erster Vorsitzender er wurde.